# Indosaurus
Indosaurus ("Indický ještěr") byl masožravý dinosaurus (teropod) z čeledi Abelisauridae. Žil přibližně před 69 milióny let (spodní maastricht) na území dnešní Indie (okolí města Džabalpur, stát Madhjapradéš). 

## Objev a popis
Fosilie v podobě fragmentu lebky (kat. ozn. GSI K27/565) byly objeveny v sedimentech souvrství Lameta. Předpokládaná hmotnost indosaura činí asi 700 kilogramů. Typový druh I. matleyi byl popsán paleontology Charlesem Alfredem Matleyim a Friedrichem von Huenem v roce 1933. Robustnost lebky napovídá, že tento dinosaurus mohl mít nad očima výrazné kostěné výrůstky.
Fosilie tohoto a dalších dinosaurů ze stejného souvrství mohly být již před staletími nevědomky uctívány hinduisty v místních chrámech (například jako božstvo zvané Šarabha).

## Zařazení
Blízkým příbuzným tohoto abelisaurida mohl být argentinský druh Carnotaurus sastrei, ačkoliv byl geograficky značně vzdálený. Do rodu Indosaurus možná patří i rody Indosuchus a Compsosuchus. Stejným dinosaurem může být ve skutečnosti rod Rajasaurus.